# Episodi di Automan
La prima ed unica stagione della serie televisiva Automan, composta da 13 episodi, è stata trasmessa negli Stati Uniti dal canale statunitense ABC dal 15 dicembre 1983 al 25 agosto 1984. In Italia è stata trasmessa su Italia 1 dal 5 gennaio al 30 marzo 1985.
| nº | Titolo originale                                     | Titolo italiano                   | Prima TV USA     | Prima TV Italia  |
| -- | ---------------------------------------------------- | --------------------------------- | ---------------- | ---------------- |
| 1  | Automan                                              | Automan (episodio pilota 70 min.) | 15 dicembre 1983 | 5 gennaio 1985   |
| 2  | Staying Alive While Running a High Flash Dance Fever | Un computer a Las Vegas           | 22 dicembre 1983 | 12 gennaio 1985  |
| 3  | The Great Pretender                                  | Provaci ancora Automan            | 29 dicembre 1983 | 19 gennaio 1985  |
| 4  | Ships in the Night                                   | L'altra faccia dei tropici        | 5 gennaio 1984   | 26 gennaio 1985  |
| 5  | Unreasonable Facsimile                               | Un ologramma innamorato           | 12 gennaio 1984  | 2 febbraio 1985  |
| 6  | Flashes and Ashes                                    | La vendetta del fantasma          | 19 gennaio 1984  | 9 febbraio 1985  |
| 7  | The Biggest Game in Town                             | Videogiochi proibiti              | 26 gennaio 1984  | 16 febbraio 1985 |
| 8  | Renegade Run                                         | Giustizia sommaria                | 5 marzo 1984     | 23 febbraio 1985 |
| 9  | Murder MTV                                           | Violento rock                     | 12 marzo 1984    | 2 marzo 1985     |
| 10 | Murder, Take One                                     | Ciak, si gira                     | 19 marzo 1984    | 9 marzo 1985     |
| 11 | Zippers                                              | Per sole donne                    | 26 marzo 1984    | 16 marzo 1985    |
| 12 | Death by Design                                      | Il giustiziere solitario          | 2 aprile 1984    | 23 marzo 1985    |
| 13 | Club Ten                                             | Vacanze d'elite                   | 25 agosto 1984   | 30 marzo 1985    |